# Charles Thorburn
Charles David Thorburn, född 15 maj 1873 i Bäve socken, Göteborgs och Bohus län, död 15 oktober 1949 i Uddevalla, var en svensk sjöfartsman och skeppsklarerare. Han var gift med Valborg Thorburn och far till Thomas Thorburn.

## Biografi
Charles Thorburn var son till grosshandlaren William Thorburn och Anges Rosa Ann Jobson. Efter förberedande skolstudier genomgick han Göteborgs handelsinstitut, varifrån han utexaminerades 1892. Han fortsatte sin utbildning på kontor i Glasgow 1893–1894 och anställdes efter hemkomsten 1895 vid familjefirman Thorburn söners AB i Uddevalla, där han vari verksam till 1918. 1900–1918 var han ledamot av Thorburn söners bolagsstyrelse. Han fungerade dessutom som VD i Rederiaktiebolaget Avena 1900–1925 och var VD i Ångbåtsaktiebolaget Bohuslänska kusten 1906–1947. Thorburn grundade 1925 egen skeppsklarerarfirma i Uddevalla och var från 1935 auktoriserad skeppsklarerare. Vid sidan av sin mångsidiga verksamhet som sjöfartsman togs Thorburn i anspråk för ett stort antal offentliga och enskilda uppdrag. Han var bland annat ledamot av Uddevallas hamnstyrelse 1903–1911 och av stadsfullmäktige där 1928–1942. Han var Skolöverstyrelsens inspektor för Uddevalla stads skolor för yrkesundervisning och verkstadsskola 1933–1940. 1903–1932 var han brittisk vice konsul i Uddevalla. Bland Thorburns enskilda uppdrag märks vidare, att han var styrelseordförande i Svenska handelsbankens avdelningskontor i Uddevalla och styrelseledamot i AB Bohusbanken.